# 阿塞拜疆共产党 (1920年)
阿塞拜疆共产党是苏联共产党在阿塞拜疆苏维埃社会主义共和国的分支。该党成立于1920年2月12日，由巴库的布尔什维克、自由党、伊朗共产党和穆斯林社会民主党共同组建，取名为阿塞拜疆共产党（布尔什维克）。1952年10月，随着全联盟共产党（布尔什维克）改名为苏联共产党，该党也相应改名为阿塞拜疆共产党。八一九事件后，该党于1991年9月召开第三十三次代表大会，决定自行解散。

## 历任第一书记
1920年称中央委员会主席团主席
1. 米尔扎-达乌德·侯赛因诺夫 1920年2月12日-1920年7月23日
2. 维克托·纳涅伊什维利 1920年7月23日-1920年9月9日
3. 叶莲娜·斯塔索娃 1920年9月9日-1920年9月15日
4. 弗拉基米尔·埃利兹巴罗维奇·杜巴泽 1920年9月15日-1920年10月24日

1920年10月-1921年7月称中央委员会执行书记
1. 格里戈里·卡明斯基 1920年10月24日-1921年7月24日

1921年7月后称中央委员会第一书记
1. 谢尔盖·基洛夫 1921年7月24日-1926年1月21日
2. 列万·米尔佐扬 1926年1月21日-1929年8月4日
3. 尼古拉·吉卡洛 1929年8月5日-1930年8月5日
4. 弗拉基米尔·波隆斯基 1930年8月5日-1933年2月7日
5. 鲁本·鲁本诺夫 1933年2月7日-1933年12月10日
6. 米尔-贾法尔·巴吉罗夫 1933年12月10日-1953年4月6日
7. 米尔-铁穆尔·雅库波夫 1953年4月6日-1954年2月12日
8. 伊玛目·穆斯塔法耶夫 1954年2月16日-1959年7月8日
9. 韦利·阿洪多夫 1959年7月8日-1969年7月14日
10. 盖达尔·阿利耶夫 1969年7月14日-1982年12月3日
11. 卡姆兰·巴吉罗夫 1982年12月3日-1988年5月21日
12. 阿卜杜拉赫曼·维齐罗夫 1988年5月21日-1990年1月20日
13. 阿亚兹·穆塔利波夫 1990年1月24日-1991年9月14日